# Ficus elastica
Ficus elastica, conhecida pelo nome comum de árvore-da-borracha, planta da borracha ou falsa-seringueira, é uma Moraceae tropical, originária de uma vasta região que se estende desde o subcontinente indiano (Assam) até à Malásia e à Indonésia (Java e Samatra), frequentemente utilizada como árvore de interior e como ornamental em zonas tropicais e subtropicais.

## Descrição
Árvore perenifólia com uma altura entre quinze metros a vinte metros de altura (até sessenta metros no seu habitat natural), de tronco curto e grosso (chega aos dois metros de diâmetro), geralmente irregular e muito ramificado desde a base, de casca lisa, acinzentada, por vezes com laivos acastanhados, brilhante e com ranhuras horizontais. A copa é ampla, com ramos que se desenvolvem obliquamente ao tronco principal. A planta tende a desenvolver raízes aéreas que ao encontrarem o solo se transformam em troncos auxiliares, ajudando a suportar os pesados ramos e contribuindo para o alargamento da copa.
As folhas são alternas, com pecíolos até cinco centímetros, grandes, com comprimento entre os 12 cm e 35 cm (chegando a 45 cm nas plantas jovens) e de 10 cm a 15 cm de largura, ovais a elípticas, de consistência coriácea, verde-escuras e lustrosas na página superior; claras e com penugem na inferior. Antes de abrirem, as folhas encontram-se envolvidas por uma estípula avermelhada que termina num longo bico. Com o desenvolvimento da folha, a estípula desenrola-se e cai, expondo nova estípula a envolver o meristema apical. Existem cultivares, em geral utilizados como planta de decoração interior, com folhas variegadas de amarelo ou matizadas de castanho-avermelhado. A enervação é muito fina e o bordo é liso, a folha terminando num bico pronunciado.
Tal como é norma no género Ficus, as flores estão inseridas na face interna de um receptáculo carnudo (que forma o sicónio), a sua polinização dependendo de uma vespa específica que co-evoluiu com a planta. Devido a esta relação, as flores não emitem qualquer fragrância. Entretanto quando as flores femininas estão maduras, o socônio emite odor que atrai as vespas polinizadoras.
Os frutos são minúsculos figos (sicónios), sésseis, esféricos, com cerca de um centímetro de diâmetro e com a superfície lisa, de cor esverdeada com minúsculos ponteados mais escuros. Fora do seu habitat nativo, os frutos são raros.
Quando cortada, a planta derrama um látex tóxico, esbranquiçado e muito viscoso. Este látex foi utilizado como matéria-prima no fabrico de borracha, embora não tenha a mesma abundância e qualidade do produzido pela seringueira.

## Cultivo

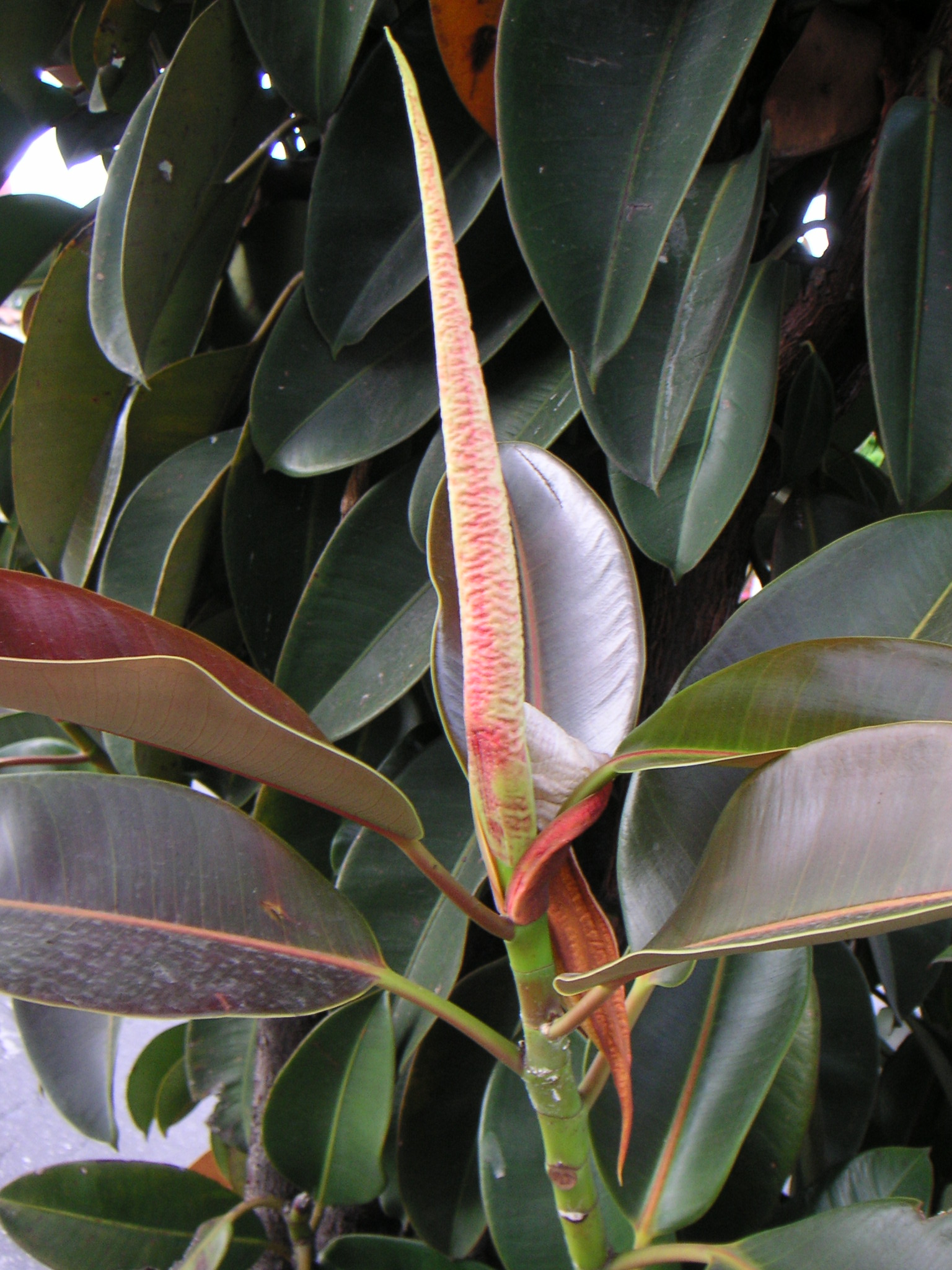
Ramo jovem com estípula terminal.

A Ficus elastica é uma das plantas de interior mais populares do mundo, sendo cultivada com este objectivo em praticamente toda a Terra. Foram desenvolvidos diversos cultivares, diferindo na dimensão e coloração das folhas, com destaque para variedades com folhas variegadas e com descoloração diversa. O cultivar mais comum é o Robusta, de grandes folhas, muito lustrosas e rígidas. Como árvore ornamental é usada em regiões livres de geada, desde as zonas tropicais até às regiões de clima mediterrânico.
A planta cresce melhor em zonas com forte insolação, embora seja extremamente tolerante à sombra. Temperaturas muito elevadas reduzem o crescimento das folhas. Suporta bem a seca, mas prefere zonas bem irrigadas.
Dada a dependência em relação à vespa polinizadora, fora do seu habitat natural a reprodução é assexuada, sendo fácil o enraizamento de estacas e a indução de formação de raízes em ramos através da utilização de hormonas.